# Pterygodium
Pterygodium é um género botânico pertencente à família das orquídeas, ou Orchidaceae. Foi proposto em 1800 por Olof Peter Swartz que escolheu este nome do grego, pteron, asa, e odes, semelhante, em referência à maneira que se abrem as sépalas laterais das flores da maioria de suas espécies. Trata-se de um dos dos cinco gêneros pertencentes à subtribo Coryciinae. É composto por 18 espécies terrestres africanas.
Excetuado o Pterygodium ukingense que é endêmico e isolado no sudoeste da Tanzânia, todas as espécies classificadas neste gênero são originárias de área contínua ao longo do litoral oeste e sul da África do Sul e das campinas do centro-leste deste país, chegando ao Lesoto, a maioria ocorrendo em áreas restritas. As espéces habitam as colinas arbustivas ao longo da costa e campinas ao norte sujeitas às chuvas de verão. A única espécie que existe em altitudes mais elevadas é o Pterygodium platypetalum. Ao contrário das outras espécies desta subtribo, apenas a floração do P.catholicum parece ser estimulada pelo fogo. Muitas espécies vivem em colônias de vinte a cinquenta indivíduos, outras, em grandes colônias. A floração costuma ocorrer após a temporada de chuvas.
São plantas de raízes com pequenos tubérculos ovoides, das quais nascem caules delicados ou robustos, glabros, que medem até um metro e meio de altura, com folhas macias ao longo do caule, quando as folhas são muitas, encontram-se agrupadas na base do caule. A inflorescência é terminal com uma a muitas flores, geralmente esverdeadas ou amareladas. A sépala dorsal, fica disposta junto às pétalas formando um conjunto em formato de elmo, as sépalas laterais assumem formatos variados, frequentemente côncavas abrindo-se horizontalmente. O labelo apresenta estruturas diversas e a coluna contém duas polínias. As flores secretam óleo, recolhido por abelhas rediviva, da família Melittidae, que nesta atividade polinizam as flores ao levarem as polínias em sua pernas.
Análises moleculares recentes sugerem que o gênero encontra-se dividido em dois clados distintos, que podem ser reconhecicos pela presença ou ausência de brácteas curvadas para trás.